# Kurek Wrocławski
Kurek Wrocławski (niem. Hahnenkrähe) – kamienna kapliczka słupowa z piaskowca, która prawdopodobnie była słupem granicznym między Wrocławiem a Szczepinem, która znajdowała się u zbiegu obecnych ulic Legnickiej i Zachodniej, w sąsiedztwie ul. Czarnieckiego i Stacyjnej. Kapliczka zaginęła lub została zniszczona w 1945 roku.

## Historia
Kapliczka została ustawiona w roku 1555 przy drodze prowadzącej z centrum Wrocławia w kierunku zachodnim. Budowla w stylu renesansowym zastąpiła stojącą wcześniej w tym samym miejscu kapliczkę średniowieczną.
Przypuszcza się, iż był to słup graniczny, oznaczający rozdzielenie gruntów należących do miasta Wrocławia i do ówczesnej wsi Szczepin, należącej w przeszłości do zakonu klarysek
Słup pełnił także rolę punktu orientacyjnego, np. był metą dorocznego wyścigu konnego w pierwszej połowie XVI wieku.
Kurek Wrocławski przetrwał do oblężenia Festung Breslau w roku 1945 i podczas działań wojennych ostatecznie zaginął lub został zniszczony, a jego czworokątny fundament usunięty został podczas przebudowy ul. Legnickiej bądź podczas budowy bloków mieszkalnych w tym rejonie.

## Projekt i wymowa
Słup o przekroju ośmiokątnym był ustawiony na czworobocznym cokole, zwieńczony czworoboczną głowicą, na której czterech płycinach ukazane były: wizerunek Chrystusa ukrzyżowanego, kogut, konny rycerz oraz litera „W” (widniejąca także na herbie miasta). Całość miała wysokość blisko czterech metrów.
Swoją nazwę słup zawdzięcza kogutowi (niem. Hahn oznacza w języku polskim „kogut”, a Krähe – „wrona”) przedstawionemu na jednej z płycin głowicy. Z rycerzem widocznym na sąsiedniej płycinie związana była legenda o wyrwaniu rycerza ze szponów szatana, a także kilka innych podobnych (m.in. o kołodzieju z podwrocławskiej Leśnicy, któremu udało się oszukać diabła.